# 幻の祭典
『幻の祭典』(まぼろしのさいてん) は、逢坂剛の小説。1991年から1992年まで『週刊新潮』で連載され、1993年に新潮社から書籍化された。
1936年7月19日から7月26日までスペインのカタルーニャ州、バルセロナで開催される予定だったが、7月17日に軍の蜂起で勃発したスペイン内戦のため中止になったスポーツ競技大会"人民オリンピック"の埋もれていた歴史と、1992年オリンピック開催をめぐって分断される、バルセロナの過去と現代が交錯しながら描かれる。
1993年『このミステリーがすごい ! '94年版』第8位。

## あらすじ
広告会社のテレビ番組企画局に勤める重堂光敦は、来年開催されるバルセロナオリンピックに関連した企画として、1936年にバルセロナで開催されるはずだったが中止になった、人民オリンピックの番組化をテレビ局から要請された。重堂は入社当時の先輩で現在は独立した、制作会社の社長久留主誠に相談した。資料を目にした久留主は、いつになく興奮した様子をみせる。その後テレビ局側から前向きな回答は得られなかったが、久留主は精力的に資料を集め現地取材の用意と、彼らの元同僚で現在バルセロナに音楽留学している森村奈都子に連絡を取り協力を依頼していた。久留主はたとえ社運を賭ることになっても、この企画を物にする決意を重堂に伝えた。
1936年7月、ベルリンオリンピックの馬術競技厩務員としてドイツ入りしたが、ナチス・ドイツのプロパガンダの場と化したオリンピックに反感を憶えた立花兵輔は、労働者組織を中心に集まった人民オリンピックが開催されるスペイン行きを決意した。バルセロナで立花は大会事務局員のアントニ・マリンの口利きで臨時傭員とされたが、開催前日になってスペイン保護領モロッコでフランシスコ・フランコが率いる軍の反乱が発生したと伝わった。本土への波及はないとみられていたが、バルセロナの街には不穏な雰囲気が垂れこめる。開会式が行われる7月19日の早朝、カタルーニャ広場の大会案内所で寝泊まりしていた立花は、乾いた破裂音に眠りを覚まされた。

## 主な登場人物

### 1936年
- 立花兵輔　馬術競技厩務員、内戦で人民戦線に参加
- 鬼頭源一　兵輔の友人、画商見習い
- アントニ・マリン・モンタルバン　人民オリンピック大会事務局員
- スザンナ・ロドリゲス　アントニの妻
- ブエナヴェントゥラ・ドゥルティ　アナキストの民兵隊リーダー
- エリック・ブレア　POUMの義勇兵

### 1991年
- 重堂光敦　広告会社アデックス社員、テレビ番組企画局所属
- 久留主誠　制作会社クルス企画社長、元アデックス社員
- 森村奈都子　バルセロナ在住の音楽院生、元アデックス社員
- マルセ・ジョビス・マリン　バルセロナの地元紙”ラ・ビジオ”の女性記者
- アリーザ・マリン・ロドリゲス　マルセの母親、私設文書館ジョビス文書館長
- ダニエル・マリン・モンタルバン　アリーザの叔父、アントニの弟
- ジョゼフ・フォント・ジル　サン・ジャウマ音楽院長
- ジュアン・マリスカル　建設会社イベロシティ社員
- サンデマン　マルセを狙う殺し屋
- ブルーノ・モンテス　復讐に執念を燃やすヒターノ

## 書籍
- 1993年5月　新潮社
- 1996年5月 新潮文庫
- 2002年12月 文春文庫
- 2010年10月 解説/西上心太 徳間文庫

## 主な関連項目
- カタルーニャ・ナショナリズム
- カタルーニャ音楽堂
- サグラダ・ファミリア
- ムンジュイック
- エスタディ・オリンピック・リュイス・コンパニス
- カタロニア讃歌